# 위틀리베르크역
위틀리베르크역(독일어: Bahnhof Uetliberg)은 스위스 위틀리베르크산 정상 부근에 위치한 기차역이다. 역은 질탈 취리히 위틀리베르크 철도(SZU)에서 운영하는 위틀리베르크선의 종점이다. 인접한 산 정상이 스탈리콘과 취리히시 사이에 나뉘어 있지만, 스탈리콘 시정촌 내에 위치하고 있다.
역은 위틀리베르크반-게젤샤프트가 취리히 젤나우역에서 위틀리베르크산 정상까지 개통된 1875년으로 거슬러 올라간다. 이 라인은 1923년에 직류 시스템을 사용하여 전철화되었다.

## 운행편
역에는 다음과 같은 여객 열차가 운행된다.
역은 보도로 연결된 위틀리베르크 정상에서 약 650m, 56m 아래에 있다. 그것은 두 개의 터미널 선로와 레스토랑을 포함한 상당한 역 건물이 있다.

## 갤러리

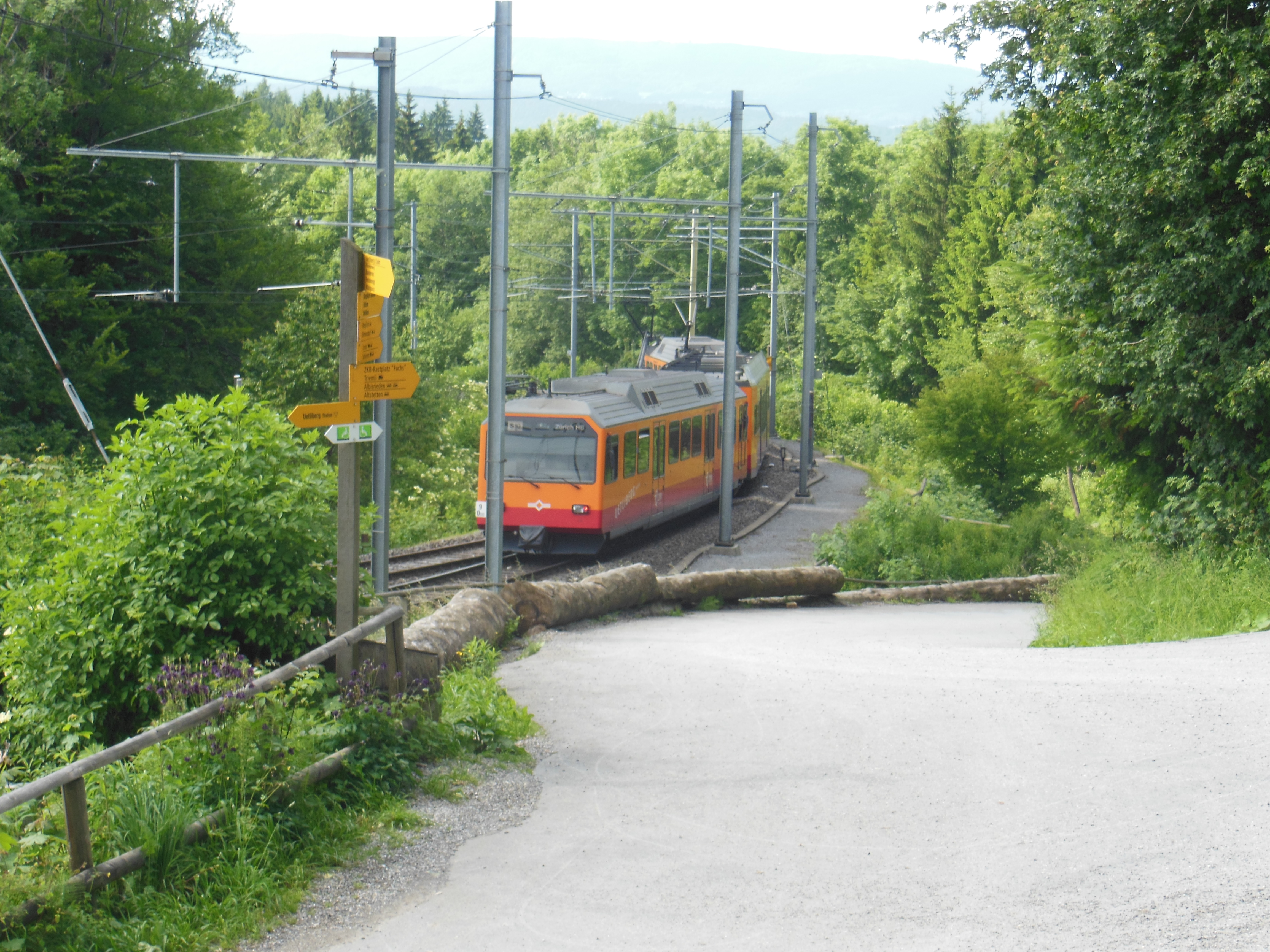
역으로 접근하는 차량
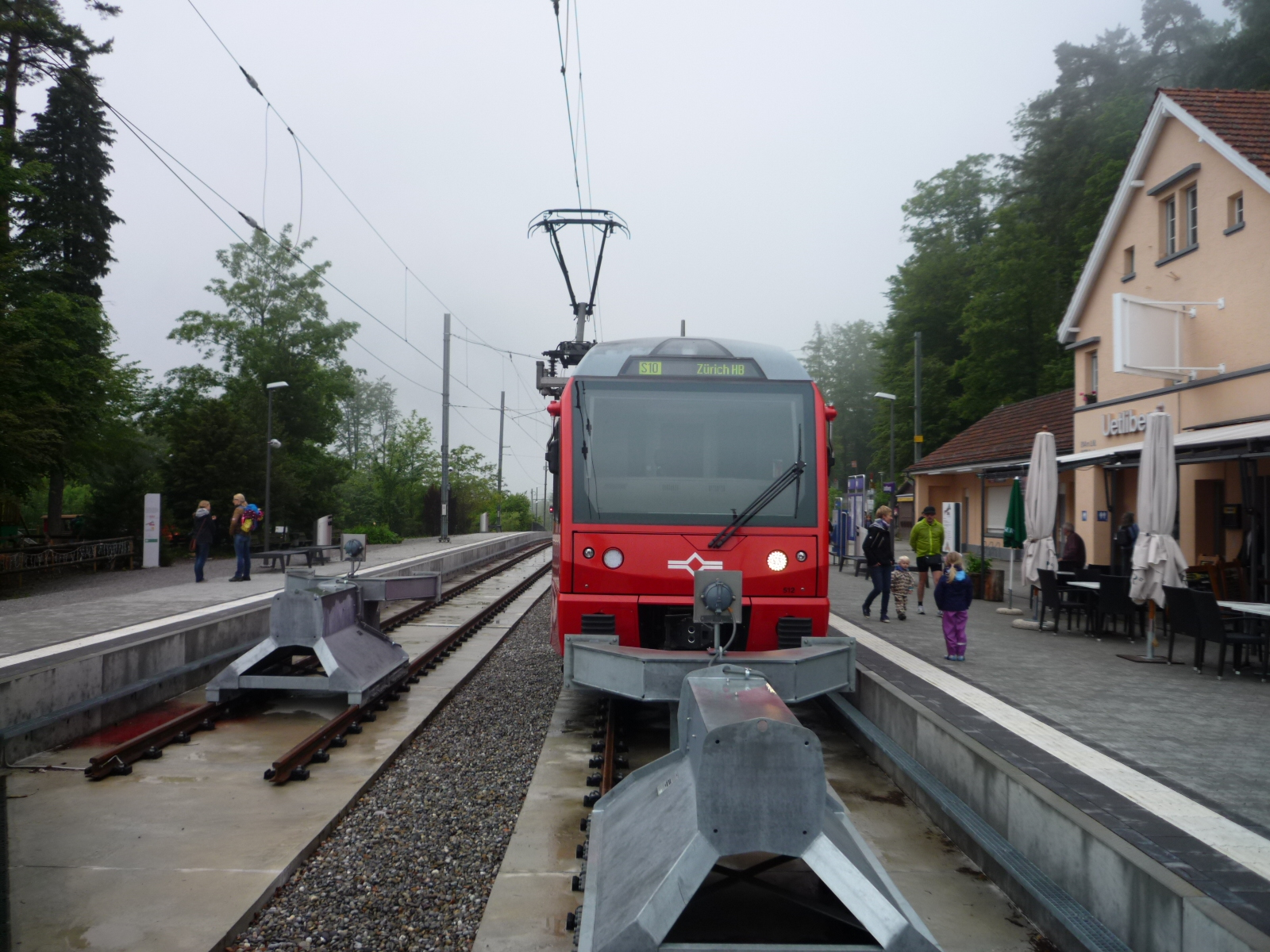
역 플랫폼 끝에서 북쪽으로 본 풍경
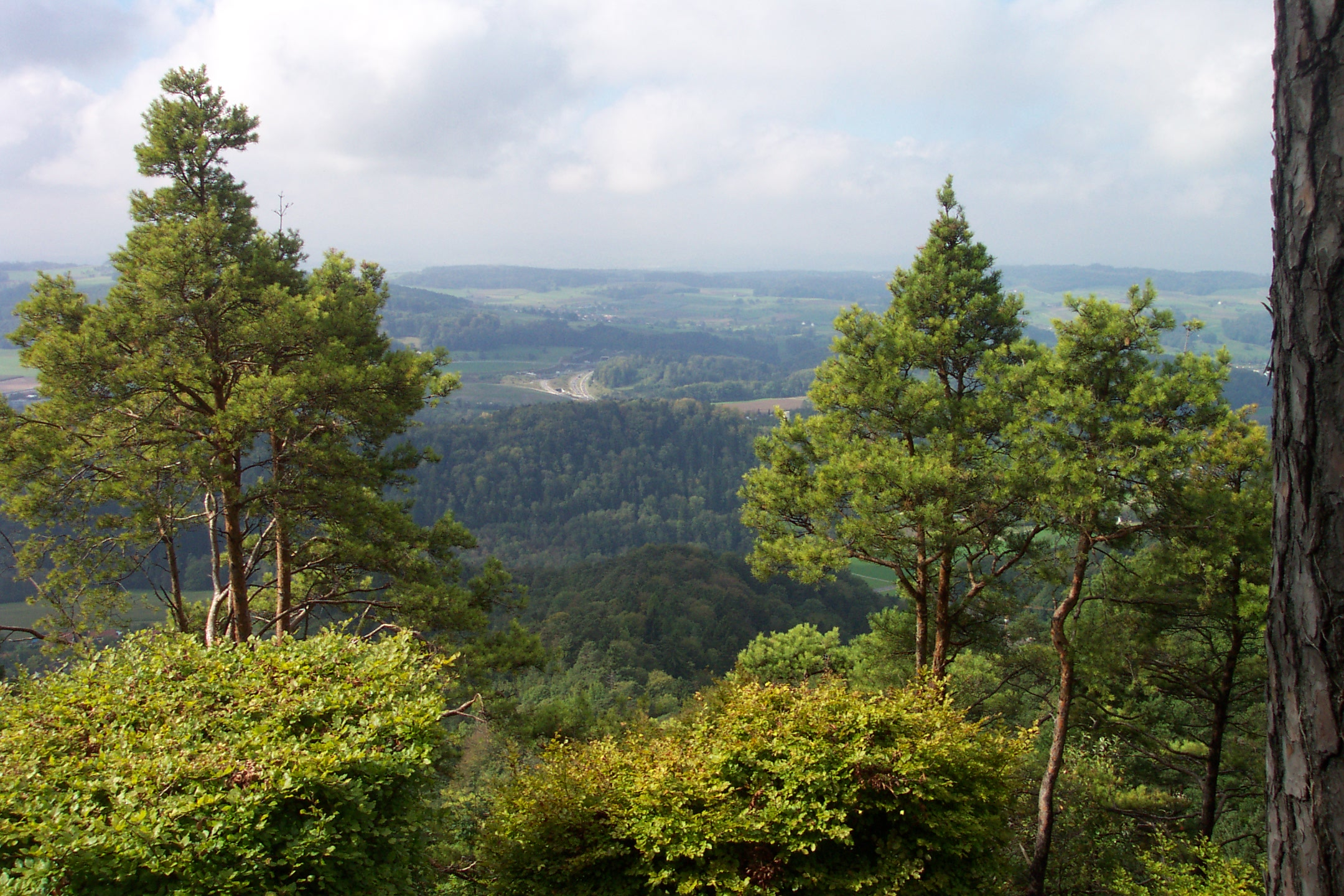
역 플랫폼 끝에서 서쪽으로 본 풍경